# Firman Utina
Firman Utina (sinh ngày 15 tháng 12 năm 1981 ở Manado) là một cầu thủ bóng đá người Indonesia đã giải nghệ, bình thường anh thi đấu ở vị trí tiền vệ tấn công và có chiều cao 166 cm. Hiện tại anh thi đấu cho Sriwijaya FC.
Anh làm đội trưởng của Indonesia tại AFF Cup 2010. Anh là cầu thủ xuất sắc nhất giải đấu.

## Đời sống cá nhân
Firman Utina theo đạo Hồi và sinh hoạt tháng Ramadan.

## Sự nghiệp quốc tế

### Đội tuyển quốc gia
| Đội tuyển quốc gia Indonesia | Đội tuyển quốc gia Indonesia | Đội tuyển quốc gia Indonesia |
| Năm                          | Số trận                      | Bàn thắng                    |
| ---------------------------- | ---------------------------- | ---------------------------- |
| 2001                         | 1                            | 0                            |
| 2002                         | 0                            | 0                            |
| 2003                         | 0                            | 0                            |
| 2004                         | 5                            | 0                            |
| 2005                         | 3                            | 0                            |
| 2006                         | 0                            | 0                            |
| 2007                         | 7                            | 0                            |
| 2008                         | 12                           | 2                            |
| 2009                         | 4                            | 0                            |
| 2010                         | 12                           | 3                            |
| 2011                         | 10                           | 0                            |
| 2012                         | 0                            | 0                            |
| 2013                         | 0                            | 0                            |
| 2014                         | 11                           | 0                            |
| Tổng cộng                    | 65                           | 5                            |

### Bàn thắng quốc tế
| 1                                           | 13 tháng 11 năm 2008      | Sân vận động Thuwunna, Yangon, Myanmar              | Bangladesh        | 0–1 | 0–2 | 2008 Myanmar Grand Royal Challenge Cup |
| 2                                           | ngày 5 tháng 12 năm 2008  | Sân vận động Gelora Bung Karno, Jakarta, Indonesia  | Myanmar           | 2–0 | 3–0 | AFF Cup 2008                           |
| 3                                           | ngày 24 tháng 11 năm 2010 | Sân vận động Gelora Sriwijaya, Palembang, Indonesia | Đài Bắc Trung Hoa | 2–0 | 2–0 | Giao hữu                               |
| 4                                           | ngày 4 tháng 12 năm 2010  | Sân vận động Gelora Bung Karno, Jakarta, Indonesia  | Lào               | 1–0 | 6–0 | AFF Cup 2010                           |
| 5                                           | ngày 4 tháng 12 năm 2010  | Sân vận động Gelora Bung Karno, Jakarta, Indonesia  | Lào               | 3–0 | 6–0 | AFF Cup 2010                           |
| Chính xác tính đến ngày 13 tháng 1 năm 2017 |                           |                                                     |                   |     |     |                                        |

## Danh hiệu

### Câu lạc bộ
Arema Malang
Vô địch
- Copa Indonesia: 2005, 2006

Sriwijaya
Vô địch
- Indonesian Community Shield: 2010
- Indonesia Super League: 2011–12

Persib Bandung
Vô địch
- Indonesia Super League: 2014

Vô địch
- Piala Presiden: 2015

Bhayangkara
Vô địch
- Liga 1: 2017

Sriwijaya
4th place
- Piala Gubernur Kaltim: 2016

### Đội tuyển quốc gia
Indonesia
Vô địch
- Indonesian Independence Cup: 2008

Á quân
- AFF Cup: 2010

### Danh hiệu cá nhân
- Copa Indonesia Best Player: 2005
- ASEAN Football Championship Most Valuable Player: 2010